# Omar Souleyman
Omar Souleyman (in arabo عمر سليمان‎?; Tell Tamer, 1966) è un cantante siriano.
Il suo genere musicale è una versione elettronica della dabka, musica tradizionale mediorientale.

## Biografia
Nato nel villaggio di Tell Tamer vicino alla città di Ra al-'Ayn nella regione nord-orientale della Siria, inizia la sua carriera negli anni novanta come cantante ai matrimoni nella provincia di Hassaké, registrando centinaia di cassette dal vivo distribuite a livello locale. L'artista viene notato dal produttore e musicista californiano di origini irachene Mark Gergis, che nel 2006 pubblica Highway to Hassake, una raccolta di brani di Souleyman per l'etichetta Sublime Frequencies.
Da allora l'artista siriano è stato invitato a esibirsi in numerosi festival internazionali (festival di Glastonbury, Chaos in Tejas, Paredes de Coura, Way Out West festival di Göteborg, Roskilde Festival, One Love Festival di Istanbul, C2C di Torino, Sónar Barcelona ecc) e ha suonato al Nobel Peace Prize Concert di Oslo nel dicembre 2013.
Nel 2011 ha realizzato tre remix dall'album Biophilia di Björk inseriti all'interno delle Crystalline Series.
Il 17 novembre 2021 viene arrestato dalle forze di polizia turche nella città di Urfa, al confine con la Siria, con l'accusa di essere membro del PKK, formazione paramilitare curda considerata organizzazione terroristica dal governo turco. 

## Discografia
- Highway to Hassake (compilation) (Sublime Frequencies, 2006)
- Dabke 2020 (compilation) (Sublime Frequencies, 2009)
- Jazeera Nights (compilation) (Sublime Frequencies, 2010)
- Haflat Gharbia - The Western Concerts (2LP, compilation) (Sublime Frequencies, 2011)
- Leh Jani (2LP, ristampa) (Sham Palace, 2011)
- Wenu Wenu (Ribbon Music, 2013)
- Bahdeni Nami (Monkeytown, 2015)
- To Syria With Love (Mad Decent, 2017)
- Shlon (Mad Decent, 2019)